# Jack Hoobin
Jack Hoobin (né le 23 juin 1927 à Dagenham en Angleterre et mort le 10 juin 2000 à Sydney) est un coureur cycliste australien. Champion du monde sur route amateur en 1950, il est le premier Australien à obtenir un titre de champion du monde sur route.

## Palmarès
- 1948
  - 6e de la course sur route des Jeux olympiques
- 1949
  - 7e du championnat du monde sur route amateurs[1]
- 1950
  -  Champion du monde sur route amateurs
- 1952
  - Tour du Gippsland
  - 3e du Herald Sun Tour

## Distinctions
- Temple de la renommée du cyclisme en Australie